# Ban Se-jung
Kim Se-jung (7 de abril de 1986), más conocida por su nombre artístico Ban Se-jung, es una actriz surcoreana. Conocida por su papel de Jang Se-ryung en la serie Love on a Rooftop.

## Filmografía

### Cine
| Año  | Título                   | Papel            | Nota         |
| ---- | ------------------------ | ---------------- | ------------ |
| 2007 | Incongruity              | Jeong-hee        | cortometraje |
| 2008 | Goose's Dream            | Seon-kyung       |              |
| 2012 | The Scent                | Soojin 3         |              |
| 2013 | Friend: The Great Legacy | amante de Eun gi |              |

### Series
| Año  | Título               | Papel              | Red  | Nota |
| ---- | -------------------- | ------------------ | ---- | ---- |
| 2009 | Can't Stop Now       | Jang So-yeon       | MBC  |      |
| 2012 | The Wedding Scheme   | Yoo Min-jeong      | tvN  |      |
| 2014 | Inspiring Generation | El pecado Chung-ah | KBS2 |      |
| 2015 | Love on a Rooftop    | Jang Se-ryung      | KBS2 |      |